# Cyril O'Regan
Cyril O'Regan (Irlanda, 1952) es un escritor y teólogo católico irlandés con especial experiencia en teología mística.

## Biografía
O'Regan nació en Irlanda (1952). Tras obtener una licenciatura y una maestría en el University College de Dublín, continuó su formación académica en la Universidad de Yale, donde obtuvo una maestría en Literatura y un doctorado. Fue nombrado Catedrático de Teología Catherine F. Huisking en la Universidad de Notre Dame.

## Investigación
Se especializa en teología sistemática y teología histórica, con especial interés en la filosofía continental, la literatura religiosa, la teología mística y el pensamiento posmoderno.
Es conocido por su serie de varios volúmenes sobre gnosticismo. Esta serie comenzó con El Retorno Gnóstico en la Modernidad y continuó con Apocalipsis Gnóstico: La Narrativa Embrujada de Jacob Boehme. Abordando un proyecto emprendido en el siglo XIX por un líder de la escuela teológica de Tubinga, Ferdinand Christian Baur, O'Regan intenta identificar una estructura o "gramática" gnóstica que pueda rastrearse a través de fuentes y autores tan diversos como el valentinismo y William Blake. Al identificar esta gramática, esperaba encontrar una manera de distinguir las obras de gnosticismo de otros tipos con similitudes superficiales, como los escritos del neoplatonismo. Como teólogo cristiano, también aspira a capacitar a los teólogos para evitar el gnosticismo, que considera una alternativa contraria a la auténtica fe cristiana, pero que, por su naturaleza, está presente en todas las épocas. Este proyecto es en cierto modo similar al de Eric Voegelin, quien en su libro Ciencia, Política y Gnosticismo (1968) intentó identificar algunas características centrales del gnosticismo que consideraba peligrosas, aunque ambos pensadores discrepan sobre cómo definir el gnosticismo y por qué debería rechazarse.
Tras completar la serie de Hans Urs von Balthasar con el segundo volumen de Anatomía de la Misremembering, O'Regan centrará su atención en dos volúmenes más de su serie sobre el gnosticismo. El siguiente volumen, el tercero de la serie, se centrará en el idealismo alemán (principalmente, Georg Wilhelm Friedrich Hegel, Friedrich Schelling y Johann Gottlieb Fichte), con un cuarto volumen posterior que abarca el romanticismo alemán e inglés (principalmente, William Blake, Friedrich Hölderlin y Novalis. Al defender nuevas formas de reconocer el gnosticismo, O'Regan se basa en categorías como la metalepsis que desarrolló en su obra anterior, El Hegel heterodoxo. O'Regan también ha escrito extensamente en monografías y reseñas sobre el concepto de lo apocalíptico.

## Premios
- Premio Ratzinger (2024).[8][9]

## Publicaciones (en inglés)
- O'Regan, Cyril, 1994, The Heterodox Hegel. Albany: State University of New York (SUNY) Press.
- O'Regan, Cyril, 2001, Gnostic Return in Modernity. Albany: SUNY Press.
- O'Regan, Cyril, 2002, Gnostic Apocalypse: Jacob Boehme's Haunted Narrative. Albany: SUNY Press.
- O'Regan, Cyril, 2004, "Countermimesis and Simone Weil's Christian Platonism." In E. Jane Doering and Eric O. Springsted, eds., The Christian Platonism of Simone Weil. Notre Dame: University of Notre Dame Press, 181–208.
- O'Regan, Cyril, 2009, Theology and the Spaces of Apocalyptic. Milwaukee: Marquette University Press.
- O'Regan, Cyril, 2013, Foreword in Sarah Morice-Brubaker, The Place of the Spirit: Toward a Trinitarian Theology of Location. Eugene: Pickwick, ix–xiii.
- O'Regan, Cyril, 2014, The Anatomy of Misremembering: Von Balthasar’s Response to Philosophical Modernity, Volume 1: Hegel. Chestnut Ridge:  Crossroad Publishing.
- O'Regan, Cyril, forthcoming, The Anatomy of Misremembering: Von Balthasar's Response to Philosophical Modernity, Volume 2: Heidegger. Chestnut Ridge: Crossroad Publishing.